# Paratanais euelpis
Paratanais euelpis är en kräftdjursart som beskrevs av Barnard 1920. Paratanais euelpis ingår i släktet Paratanais och familjen Paratanaidae. Inga underarter finns listade i Catalogue of Life.